# Fuego en la sangre (pel·lícula de 1965)
Fuego en la sangre és una pel·lícula en blanc i negre coproducció de l'Argentina, Mèxic i Veneçuela dirigida per René Cardona Jr. segons el guió d'Alfonso Díaz Bullar que es va estrenar l'11 de març de 1965 i que va tenir com a protagonistes a Libertad Leblanc, Julio Aldama, Guillermo Battaglia i Raúl del Valle.

## Sinopsi
En marc rural, la crònica d'una dona amb massa demandes amoroses.

## Repartiment
Hi van intervenir els següents intèrprets:
- Libertad Leblanc …Cristina
- Julio Aldama …Galaor
- Guillermo Battaglia …Crispín
- Raúl del Valle …Comisario Feliciano
- Carmen Jiménez …Tía Tepo
- Eduardo Vener …Tomás
- José Orange
- Eduardo Galán Font
- Juan Quetglas …Gabino
- Mirta del Valle …Tere
- Miguel Paparelli …Pulpero
- Oscar Llompart
- Germán Trabella
- Francisco Barletta

## Comentaris
La Prensa va dir:
| « | ”Creure que tot això té a veure amb el cinema és matèria opinable….un altre detall decisiu: Libertad Leblanc apareix amb els cabells negres” | » |

Per la seva part, Manrupe i Portela escriuen:
| « | ”Clàssic film d'assetjament sexual. Filmada a la vora del Paraná. René Cardona és el campió de pel·lícules “B” mexicanes. Julio Aldama també és mexicà. I aquesta vegada Llibertat Leblanc és morocha.” | » |